# Andrea Marusic
Andrea Marusic (Busto Arsizio, 12 giugno 1989) è un cestista italiano.

## Carriera
Bustocco di nascita ma cresciuto a Legnano, Andrea Marusic è figlio dell'ex giocatore goriziano di serie A Giordano Marusic e della novatese Nadia Del Pra'. Ha disputato i Campionati Europei under 20 2009 con l'Italia under 20, scendendo in campo in 8 occasioni, per un totale di 89 minuti e 27 punti. Dal 2024 lavora in Arpe Group come esperto di Controllo di Gestione.

## Palmarès
- Coppa Italia LNP: 1

Lago Maggiore: 2012-13